# 贾亦斌
贾亦斌（1912年11月22日—2012年4月19日），原名贾再恒、字思济，男，湖北兴国州（今阳新县）人，原中国国民党革命委员会中央副主席。

## 生平
贾亦斌于1932年进入南京陆军步兵学校学习，后参加抗日战争。1943年出任国民政府军事委员会少将参议，同年进入重庆陆军大学特别班第七期学习。后又任青年军复员管理处少将组长。1946年起历任国防部预备干部局办公室主任、副局长、局长。1949年兼任干部训练团团长、第一总队总队长、陆军大学教官。同年4月，率部在嘉兴策应中国人民解放军过长江，并加入中国共产党。
中华人民共和国成立后，贾亦斌曾任上海市公安局社会处干训班副主任、上海食品出口分公司经理等职。1957年加入中国国民党革命委员会，曾任民革上海市副主委。1979年后历任民革第五至七届中央副主席、第八至十一届中央名誉副主席。此外，他还是第四届全国人大代表，第二、三、四、九届全国政协委员，第五、六、七、八届全国政协常委。2012年4月在北京逝世，享年100岁。